# Detroit Metal Mouldings
Detroit Metal Mouldings byl profesionální americký klub ledního hokeje, který sídlil v Detroitu ve státě Michigan. V letech 1946–1949 působil v profesionální soutěži International Hockey League. Metal Mouldings ve své poslední sezóně v IHL skončil ve čtvrtfinále play-off. Své domácí zápasy odehrával v hale Detroit Olympia s kapacitou 15 000 diváků.

## Historické názvy
Zdroj: 
- 1946 – Detroit Metal Mouldings
- 1948 – Detroit Jerry Lynch

## Přehled ligové účasti
Zdroj: 
- 1946–1948: International Hockey League
- 1948–1949: International Hockey League (Severní divize)